# Polityka zatrudnienia
Polityka zatrudnienia – czynne oddziaływanie władz państwowych na rynek pracy pod kątem potrzeb gospodarki kraju oraz godzenia interesów pracodawców i pracowników.
Jej początki wywodzą się ze znanych w XIX wieku oddziaływań ustawodawczych w ramach polityki pracy, a jej rozwój to lata 30.
We współczesnych systemach społeczno-gospodarczych nadrzędnym celem polityki zatrudnienia jest walka z bezrobociem i jego skutkami.
Wyróżnia się dwie podstawowe funkcje polityki zatrudnienia:
- funkcję społeczną, związaną z warunkami rozwoju społecznego
- funkcję ekonomiczną, związaną z rozwojem gospodarczym.

Dodatkowo wyróżnia się też:
- funkcję poznawczo-normatywną, dotyczącą systemu kształcenia
- funkcję dochodową, związaną z zapewnieniem uczestnictwa ludzi w tworzeniu i podziale dochodu narodowego.

Ponadto do zadań polityki zatrudnienia możemy zaliczyć:
- bilansowanie zatrudnienia w skali krajowej i lokalnej
- kształtowanie jego struktury zgodnie z potrzebami i profilem demograficznym ludności
- dostosowanie kwalifikacji zasobów pracy do potrzeb gospodarczych
- organizacja rynku pracy i związanego z nim pośrednictwa oraz poradnictwa zawodowego
- udzielanie pomocy w znalezieniu zajęcia grupom społecznym mającym szczególne trudności w aktywizacji zawodowej (np. młodocianym, niepełnosprawnym, kobietom, osobom zwalnianym z zakładów karnych)
- motywowaniem do pracy.

Założenia dotyczące polityki gospodarczej na terenie Unii Europejskiej tworzą Europejską strategię zatrudnienia. Podstawy do jej sformułowania utworzono podczas szczytu luksemburskiego w 1997 roku.
Europejska strategia zatrudnienia opiera się na czterech filarach:
- zatrudnialność – obejmuje działania umożliwiające bezrobotnym powrót do pracy, a także promocję otwartego rynku pracy
- przedsiębiorczość – oznacza dążenie do ułatwiania obywatelom UE zakładania i prowadzenia firm, oraz zatrudniania innych osób
- zdolność adaptacyjna pracowników i pracodawców – filar ten promuje modernizację organizacji pracy
- równość szans – oznacza walkę z dyskryminacją osób niepełnosprawnych, kobiet i osób nieposiadających wykształcenia.